# لنکسا (کانزاس)
لنکسا (به انگلیسی: Lenexa) شهری در ایالت کانزاس کشور ایالات متحده آمریکا است که جمعیت آن در سرشماری سال ۲۰۱۰ میلادی، ۴۸٬۱۹۰ نفر بوده‌است.